# Knislinge
Knislinge [ˈknɪslɪŋɛ] är den största tätorten i Östra Göinge kommun i nordöstra Skåne län, belägen cirka 20 kilometer norr om Kristianstad.

## Översikt
Byn har vuxit upp under Vanås slott som egen by. Under 1800-talets slut kom samhället att få en kraftig tillväxt med tillkomsten av Knislinge Skofabrik och senare Knislinge Kraftstation och som järnvägsstation 1886 längs Hästveda–Karpalunds Järnväg, senare Östra Skånes Järnvägar, först med stationsnamnet Wanås.
Knislinge var och är kyrkbyn i Knislinge socken och ingick efter kommunreformen 1862 i Knislinge landskommun. I denna inrättades för orten 27 november 1931 Knislinge municipalsamhälle, som sedan kom att upplösas 31 december 1957. Sedan 1971 ingår orten i Östra Göinge kommun. Knislinge kyrka, vars namn är St. Hans kyrka, från 1200-talet har målningar från sen medeltid.

## Tidig historia
Knislinge, skrivet ”Knitzlinghe”, har första skriftbelägg från år 1390, men byn har anor från yngre järnålder år 400–1050. Knislinges nuvarande struktur, grönområden och bebyggelse speglar förhållanden i det agrara, kyrkliga och industriella samhället. Tidig bosättning bevisar de synliga fornlämningarna om. Hällristningar, gravhögar, gravrösen, offersten och skeppssättningar är några av de fornlämningar som än idag går att beskåda. Många lämningar ligger utmed forntida vägar och längs med Helge å. Hällristningen i Frännarp är mest känd. Denna hällristning år från bronsåldern, belägen i norra Knislinge vid Gryts kyrka. Avbildningar finns av flera vagnar liknande stridsvagnar från antikens stormakter dragna av både hästar och ormar. Alla är de på väg åt samma håll.

## Kyrkbyn
Knislinge var en välbärgad by vid den gedigna stenkyrkan från 1200-talet. Kyrkan placerades vid ett viktigt vägkors. Platsen är idag rondell som slussar bilar in i Knislinge by, och är också  idag en knutpunkt. Vägkorset var mellan vägarna mellan Villand och västra Småland och vägen mellan Wanås och Hjärsås. Norr om kyrkan fanns gårdarna i kyrkbyn. De flesta av gårdarna skiftades ut från byn vid laga skifte på 1800-talet.
De gårdar som idag finns kvar är Klockare- och Åstringagården från 1600-talet och Wanås sätesgård från 1400-talet. Sätesgårdar från medeltiden placerades ofta i övergångsbygden mellan skogs- och slättlandskap, vilket förklarar Wanås placering tre kilometer väster om byn. Åstringagården och Wanås är i originalskick och byggnadsminne. Klockaregården brann under 1990-talet och återuppbyggdes sedan. Det finns en hembygdsförening och ett industrimuseum i Klockaregårdens byggnad. 

## Municipalsamhälle enligt Svenska orter: atlas över Sverige med ortbeskrivning  1932
Knislinge var municipalsamhälle från 27 november 1931, beläget vid Vanås järnvägsstation, som det hette då municipalsamhället inrättades, på linjen Hästveda—Kristianstad, 22 km från Kristianstad. Knislinge var då en rätt betydande fabriksort med en skofabrik samt flera mindre industriella anläggningar. Busslinjer: Osby—Glimminge—Kristianstad och Broby—Hjärsås—Kristianstad. Areal (1931): 650 har (land). Folkmängd 1179 år 1931.

## Industriort, stationssamhälle och villasamhälle
1886 byggdes järnvägen Hästveda–Karpalund och byn fick järnvägsstation kallad Wanås där silon idag är lokaliserad, utmed Väg 19. Järnvägen blev inledningen till industriorten Knislinge. Knislinge skofabrik AB hade störst betydelse för byns utveckling. Den placerade österut vid Helgeå och det tidigare bycentrat i väster blev förskjutet österut. Där finns idag Sönnanvidstorg och platsbildningen Politiska Knuten med den nedlagda skofabriken. Municipalsamhället tillkom år 1932.
Efter 1900-talets andra hälft har stora förändringar skett. Orten har byggts ut i samtliga riktningar, framförallt i väst. År 1950 fanns en expansiv bebyggelse och under 1960-talet revs och renoverades gammal bebyggelse. Tidstypisk modernistisk 1960-talsbebyggelse uppfördes. Det var då de så kallade Hallarna och stora delar av bostadsområdet väster om Väg 19 uppfördes. Skolbyggnaden Snappehaneskolan är också från denna tid.
Villasamhället utvecklades efter 1960-talet samtidigt som de större industrierna lades ner i de östra och norra delarna av byn. Platsbildningen runt Mickelstorg blev ett tydligt centrum. Mickelstorg är torget i byn, med en livsmedelsbutik, vårdcentral, apotek, optiker, frisör och tandläkare. Bebyggelsen på den västra sidan av väg 19 har gjort att Knislinge fått två tydliga halvor.  Väster om Väg 19 är husen till stor del byggda under 1970- och 1980-talen. De centrala delarna av byn har en blandad bebyggelse i jämförelse med övriga Knislinge och här finns flerfamiljhus från 1960- och 1970-talen. Trots att villorna är fler finns här ett stort antal lägenheter, men det saknas marklägenheter och exklusivare lägenheter. Genom Knislinge går en asfalterad cykelbana på den gamla banvallen mellan Broby och Hanaskog. Denna invigdes 2005. En liten bit av den gamla järnvägen är bevarad framför Knislinge stationshus. Denna sträcka var en del av Hästveda–Karpalunds Järnväg.

## Knislinge skofabrik
Knislinge skofabriksaktiebolag startade sin verksamhet i september 1898. De drivande krafterna var direktör N. J. Sigfrid och riksdagsmannen Sven Bengtson Norup, ordförande i bolaget. Sigfrid var disponent och verkställande direktör till sin död 1921. Fabriksbyggnaden, som uppfördes 1898 kostade endast 9 000 kronor. 1900 försågs fabriken med mera moderna maskiner och preferensaktier släpptes, löpande å 8 procent. Fabriken hoppades på teckning för 80 000 kronor men bara en fjärdedel kom in. Då diskuterades att lägga ned företaget, men bättre konjunkturer inträffade senare. 1907 tillbyggdes fabriken så att den blev dubbelt så stor och år 1917 utökades den igen och 1926 skapades kontorslokalerna i en särskild byggnad. Fabriken var 1928 sex gånger så stor som vid starten. Arbetarantalet hade också ökat i proportion med denna utveckling. Med tjänstemännen uppgick antalet anställda till ett par hundra personer 1938. Aktiekapitalet, inledningsvis 80 000 kronor, utökades till en miljon kr 1928 med fonder på 500 000 kr vid sidan om detta. Tillverkningen utgjorde  vid sekelskiftet 1900 35 000 par skor och var 1928 över 135 000 par, med ett försäljningsvärde som översteg 2 miljoner kronor. Knislinge Skofabrik lades ner på 1970-talet och 125 arbetstillfällen förlorades i Knislinge.

## Egnahemsrörelsen 1906
Samhället har växt upp runt skofabriken. Bolaget beviljade en gåva på 500 kr till de arbetare som varit anställda i fem år om de ville uppföra eget hem. Dessa anslag ökades senare till 1 000 kr åt varje egnahemsbyggare. Ett stort antal egnahem och en särskild egnahemsförening skapades. Man förmedlade också lån till låga räntor. Direktör Sigfrid främjade egnahemsverksamheten istället för att uppföra hyreskaserner för arbetarna. Genom ett eget hem blev bofastheten större, och arbetarstammen blev stabilare. Den förste egnahemsbyggaren var en arbetare vid namn Carl Olsson, senare förman vid fabriken. Det första egna hemmet uppfördes för 2 600 kr, sedermera växte beloppet till 4 000 kr 1917 och 1928 uppgick det till 8 000–9 000 kr. Tomternas storlek var 800 m² till en kostnad av 400 kr. Direktör Sigfrid lade också genom en donation på sin femtioårsdag grunden till en samhällets egnahemsfond. För att hedra stiftarens minne beslöt man på jubileumsdagen den 1 september att utöka denna fond med 5 000 kr, varjämte 5 000 kronor överlämnades till arbetarnas besparingsfond, som raskt närmade sig hundratusen kr. Vid Helgeåns strand var Knislinge skofabrik belägen. En park anlades från fabriken norrut utmed Helgeån. Bebyggelsen började på den tidigare åkertäckta backen ner mot Helge å. Det var fristående villor med karakteristisk arkitektur.  Knislinge blev byn med  vita hus och röda tak och kallades så. Trädgårdskultur var modernt på 1930-talet och var typiskt för egnahemsbebyggelsen. Idag har karaktären med vita hus och röda tak till stor del gått förlorad.

## Knislinge kraftverk
Skofabriken köpte de vattenfall, som fanns i Helgeån, mitt emot fabriken. Dessa fall blev år 1925 utbyggda på ett fullt modernt sätt. En större kraftstation, representerande 600 kilowatt, blev samtidigt uppförd. Denna kraftstation försåg fabriken och en stor del av den kringliggande bygden med ljus och kraft. Bolaget ägde 60-tal km ledningar, fördelade i flera socknar.

## Utbildning

### Västerskolan
I västra Knislinge finns Västerskolan med F-3-verksamhet. Skolan ligger i utkanten av byn. På Västerskolan finns fyra avdelningar med fritidshem där eleverna kan vistas före, under och efter skoltid.

### Snapphaneskolan
Snapphaneskolan är en 4-9-skola med cirka 300 elever. Skolan ligger vid vattentornet på byns högsta punkt. Runt byggnaden finns grönytor, lekplats och bollplaner. I skolbyggnaden finns också Knislinges bibliotek som även fungerar som skolbibliotek. Skolan är indelad i en årskurs 4-6-del och en årskurs 7-9-del. I den del som tillhör årskurs 4-6 återfinns även fritidshem. För de äldre eleverna finns en fritidsgård. Fritidsgården har sin verksamhet i Snapphaneskolans lokaler under eftermiddagar och kvällar.

### Gymnasieskola saknas
Elever med behörighet till gymnasiet söker utbildningar vid skolor i Kristianstad, Hässleholm och Sibbhult.

## Idrott och musikfestival
Helgevallen är en fotbollsanläggning nära Helge å där IFK Knislinge spelar sina hemmamatcher.
Sedan 2015 finns en nybyggd idrottshall Snapphanehallen. Den ligger på samma plats där den äldre Sim- och Sporthallen tidigare fanns. Den nya hallen rymmer både bowling, handbollsplan med fulla mått, och kafeteria. 
Sedan 2005 arrangeras under sommaren Helgeåfestivalen där bland annat band som Hammerfall, Europe, The Hives och det återkommande hemmabandet Smens Baglomma har spelat. 

### Befolkningsutveckling
| Befolkningsutvecklingen i Knislinge 1960–2020 | Befolkningsutvecklingen i Knislinge 1960–2020 | Befolkningsutvecklingen i Knislinge 1960–2020 | Befolkningsutvecklingen i Knislinge 1960–2020 | Befolkningsutvecklingen i Knislinge 1960–2020 |
| --------------------------------------------- | --------------------------------------------- | --------------------------------------------- | --------------------------------------------- | --------------------------------------------- |
|                                               |                                               |                                               |                                               |                                               |
| År                                            |                                               |                                               | Folkmängd                                     | Areal (ha)                                    |
| 1960                                          | 1960                                          |                                               | 1 703                                         |                                               |
| 1965                                          | 1965                                          |                                               | 2 018                                         |                                               |
| 1970                                          | 1970                                          |                                               | 2 630                                         |                                               |
| 1975                                          | 1975                                          |                                               | 3 217                                         |                                               |
| 1980                                          | 1980                                          |                                               | 3 439                                         |                                               |
| 1990                                          | 1990                                          |                                               | 3 328                                         | 271                                           |
| 1995                                          | 1995                                          |                                               | 3 316                                         | 274                                           |
| 2000                                          | 2000                                          |                                               | 3 130                                         | 275                                           |
| 2005                                          | 2005                                          |                                               | 3 016                                         | 273                                           |
| 2010                                          | 2010                                          |                                               | 3 030                                         | 273                                           |
| 2015                                          | 2015                                          |                                               | 3 144                                         | 297                                           |
| 2020                                          | 2020                                          |                                               | 3 382                                         | 294                                           |
|                                               |                                               |                                               |                                               |                                               |

## Några kända personer från Knislinge
- Sven Bengtsson i Norup, riksdagsledamot och tongivande inom Svenska Missionskyrkan
- Sam Norup, riksdagsledamot och generaldirektör för Lantbruksstyrelsen, son till Sven Bengtsson i Norup och tongivande inom Missionskyrkan
- Christian Fegler, fotbollsmålvakt
- Otto Bengtsson, spjutkastare